# Caelorrhina superba
Caelorrhina superba är en skalbaggsart som beskrevs av Gerstaecker 1882. Caelorrhina superba ingår i släktet Caelorrhina och familjen Cetoniidae. Inga underarter finns listade.

## Bildgalleri

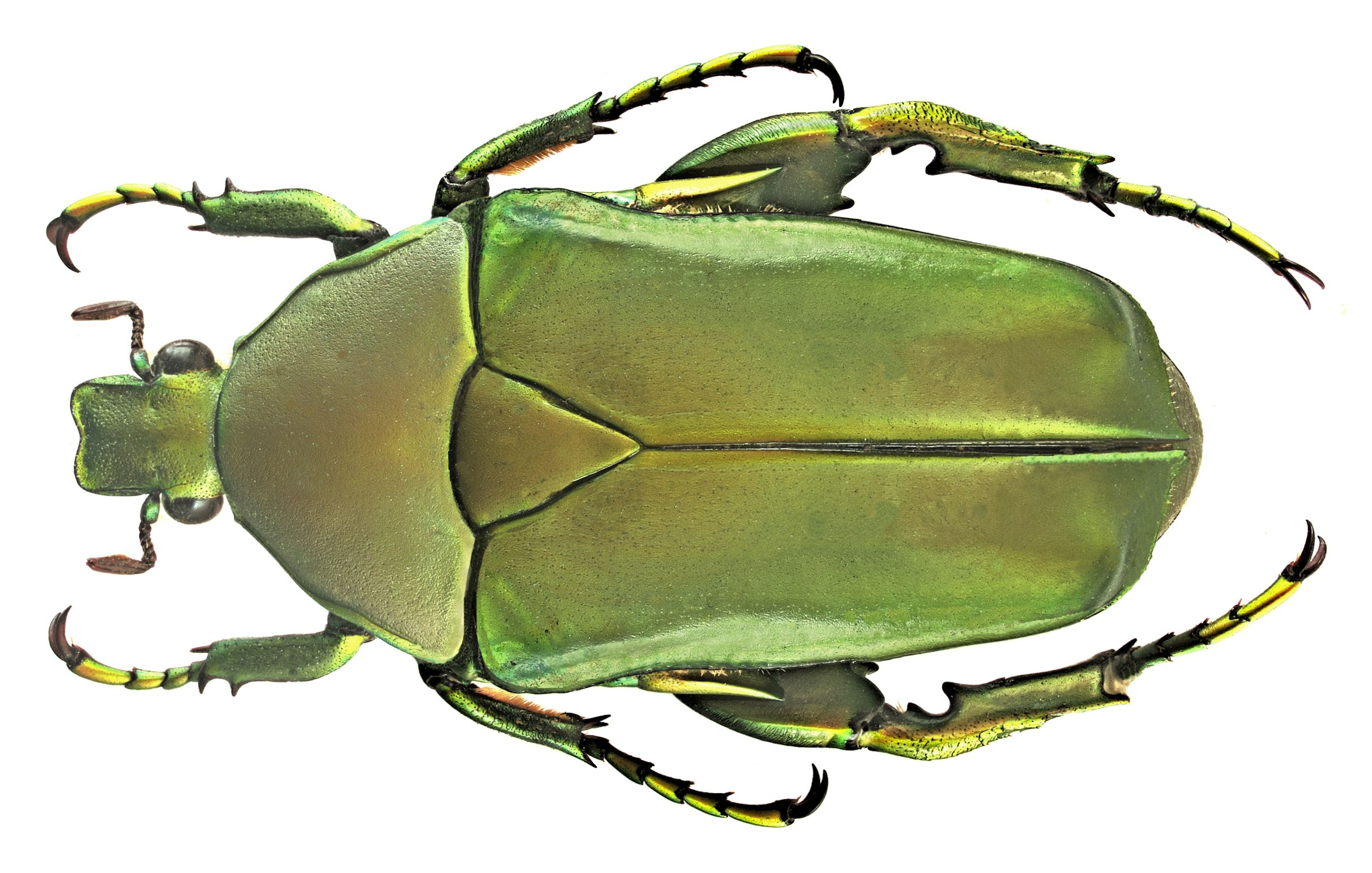
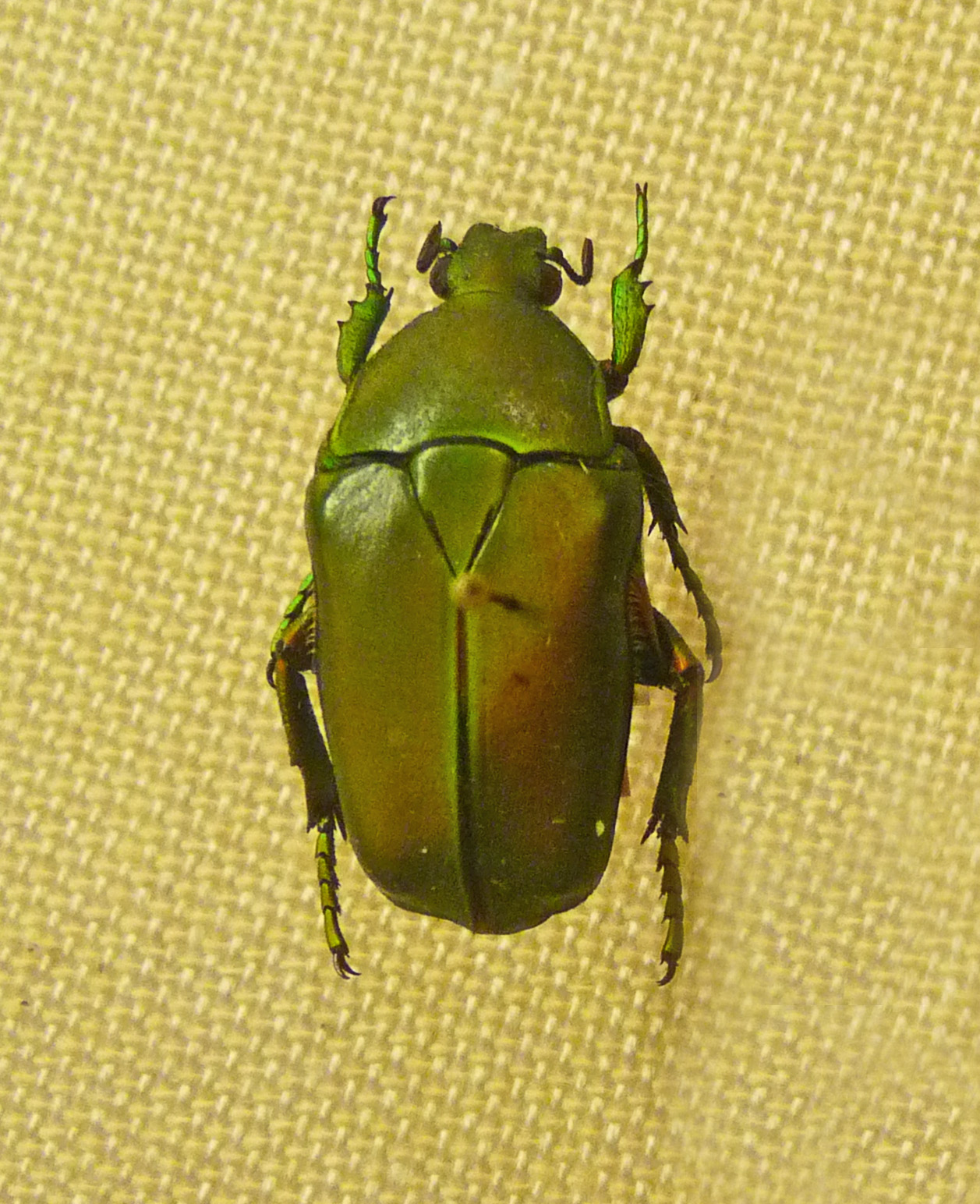